# Shann Schillinger
Pour les articles homonymes, voir Schillinger.
(en) Statistiques sur pro-football-reference
Shann Schillinger (né le 22 mai 1986 à Baker) est un joueur américain de football américain.

## Enfance
Schillinger joue à la Baker High School pendant quatre ans où l'équipe effectue un score de 49-1 en quatre saisons. Il est sélectionné deux fois dans la sélection de l'État du Montana. Il joue notamment lors du Badlands Bowl. Il s'illustre aussi en basket-ball et athlétisme.

## Carrière

### Université
Il rejoint l'université du Montana mais il ne joue pas en 2006 et 2007 pour cause d'une blessure à la jambe. Il débute tous les matchs de la saison 2008 et fait quatre interceptions et provoque deux fumbles, lui permettant de faire partie de la seconde équipe de la saison pour la conférence Big Sky. Il remporte le Tony Barbour Award comme le meilleur joueur de l'équipe des Grizzlies.

### Professionnel
Shann Schillinger est sélectionné au sixième tour du draft de la NFL de 2010 par les Falcons d'Atlanta au 171e choix. Le 6 juin 2010, il signe un contrat de quatre ans avec les Falcons et lors de sa première saison (rookie), il entre au cours de quinze matchs mais ne réussit aucun fait de jeu.